# Amiloide

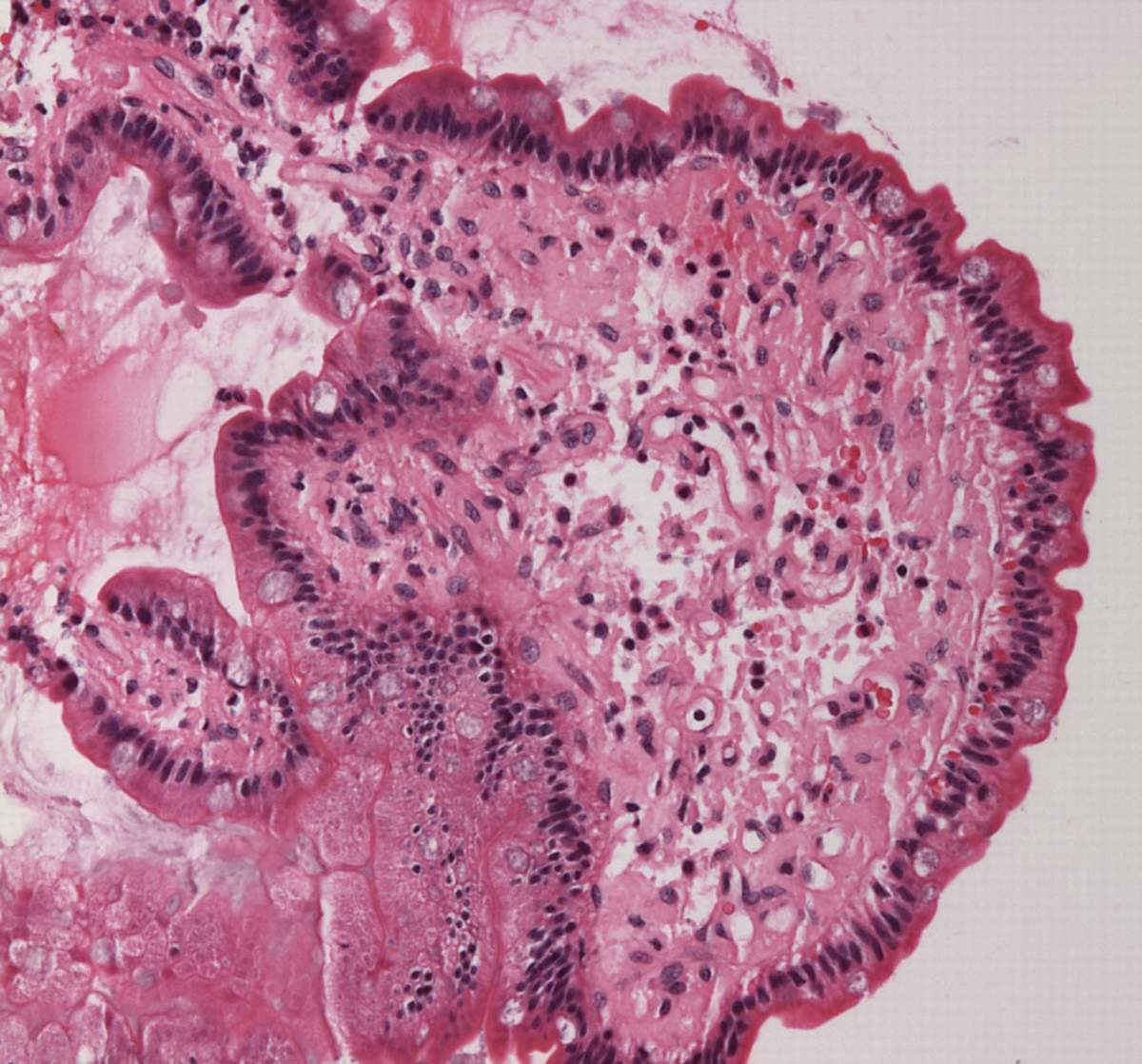
Microfotografia que mostra els dipòsits d'amiloide (color rosa) en l'intestí prim. Tinció d'HE.

Els amiloides són agregats de proteïnes fibroses insolubles que comparteixen trets estructurals específics. L'acumulació anormal d'amiloide en els òrgans pot donar lloc a l'amiloïdosi, i pot tenir un paper en diverses malalties neurodegeneratives.
Els amiloides són agregats de proteïnes que es pleguen en una forma que permet que moltes còpies d'aquesta proteïna queden enganxades formant fibril·les. Al cos humà, els amiloides s'han relacionat amb el desenvolupament de diverses malalties. Els amiloides patògens es formen quan les proteïnes prèviament saludables perden les seves funcions fisiològiques normals i formen dipòsits fibrosos en plaques al voltant de les cèl·lules, cosa que pot pertorbar la funció sana dels teixits i òrgans.Aquests amiloides s'han associat amb (però no necessàriament com a causa de) més de 50 malalties humanes, conegudes com a "malalties amiloïdoses", i poden tenir un paper en algunes malalties neurodegeneratives. Algunes proteïnes amiloides són infeccioses; es diuen prions aquelles formes infeccioses que poden actuar com a plantilla per convertir altres proteïnes no infeccioses en forma infecciosa. Els amiloides també poden tenir funcions biològiques normals; per exemple, en la formació de fímbries en alguns gèneres de bacteris, transmissió de trets epigenètics en fongs, així com deposició de pigments i alliberament d'hormones en humans. S'ha sabut que els amiloides provenen de moltes proteïnes i polipèptids diferents. Aquestes cadenes polipeptídiques generalment formen estructures de full β que s'agreguen en fibres llargues; no obstant això, els polipèptids idèntics poden plegar-se en múltiples conformacions amiloides diferents. La diversitat de les conformacions pot haver donat lloc a diferents formes de malalties prionàries.
El nom amiloide prové de la identificació errònia primerenca per part de Rudolf Virchow de la substància com a midó (amilo en llatí, del grec ἄμυλον amylon), basat en tècniques de tinció de iode en brut. Durant un període, la comunitat científica va debatre sobre si els dipòsits amiloides són o no dipòsits grassos o dipòsits de carbohidrats fins que finalment es va trobar (el 1859) que són, de fet, dipòsits de material proteicoide.
- La definició histopatològica clàssica de l'amiloide és un dipòsit extracel·lular i proteic que presenta una estructura de full beta. Comuns a la majoria de les estructures de tipus beta creuada, en general, s'identifiquen per birrefringència verda-poma quan es tenyeixen amb vermell de congo i vist sota llum polaritzada. Aquests dipòsits solen reclutar diversos sucres i altres components com el component P del sèrum amiloide, resultant en estructures complexes i de vegades no homogènies. Recentment, aquesta definició es va posar en qüestió, ja que s'han observat espècies amiloides clàssiques en ubicacions clarament intracel·lulars.[7]

- Una definició biofísica més recent és més àmplia, incloent qualsevol polipèptid que polimeritza per formar una estructura beta creuada, in vivo o in vitro. Alguns d'aquests, encara que demostren que són una fulla beta creuada, no mostren algunes característiques histopatològiques clàssiques com la birrefringència vermella del Congo. Els microbiòlegs i biofísics han adoptat aquesta definició en gran manera,[8][9]provocant alguns conflictes a la comunitat biològica sobre un tema de llenguatge. La resta d'aquest article utilitzarà el context biofísic.

## Proteïnes formadores d'amiloides segons les malalties
Fins ara, s'han trobat 37 proteïnes humanes que formen amiloide i que s'associen a malalties ben definides.name="pmid28498720"/> La International Society of Amyloidosis classifica les fibril·les amiloides i les seves malalties associades a partir de proteïnes associades.
| Proteïna                                                    | Malaltia | Abreviatura oficial |
| ----------------------------------------------------------- | --- | ------------------- |
| Pèptid amiloide β (Aβ) de la proteïna precursora d'amiloide | Malaltia d'Alzheimer, hemorràgia cerebral hereditària amb amiloïdosi | Aβ                  |
| α-sinucleina                                                | Malaltia de Parkinson, demència de la malaltia de Parkinson, demència amb cossos de Lewy, síndrome de Shy-Drager                                                                                            | AαSyn               |
| PrPSc                                                       | Encefalopatia espongiforme transmissible (per exemple, insomni familiar fatal, malaltia de Gerstmann-Sträussler-Scheinker, malaltia de Creutzfeldt-Jakob, nova variant de la malaltia de Creutzfeldt-Jakob) | APrP                |
| Proteïna associada als microtúbuls                          | Diverses formes de tauopaties (per exemple, malaltia de Pick, paràlisi supranuclear progressiva, degeneració corticobasal, demència frontotemporal amb parkinsonisme relacionat amb el cromosoma 17         | ATau                |
| Huntingtina                                                 | malaltia de Huntington | -                   |
| Fragments de cadenes lleugeres d'immunoglobulines           | Amiloïdosi sistèmica primària | AL                  |